# Protoowyheeïta
La protoowyheeïta (proto-owyheeite en anglès) és un mineral de la classe dels sulfurs.

## Característiques
La protoowyheeïta és una sulfosal de fórmula química Ag₉Pb₄₀Sb₄₅S₁₁₂. Va ser aprovada com a espècie vàlida per l'Associació Mineralògica Internacional en el mes de setembre de l'any 2024. Encara resta pendent de publicació. Cristal·litza en el sistema monoclínic.
Segons la classificació de Nickel-Strunz pertany a «02.HC: Sulfosals de l'arquetip SnS, amb només Pb». L'exemplar que va servir per a determinar l'espècie, el que es coneix com a material tipus, es troba conservat a les col·leccions mineralògiques del departament mineralògic-petrogràfic del Museu d'Història Natural de Viena (Àustria), amb el número de catàleg: O 3026.

## Formació i jaciments
Va ser descoberta al túnel Sant'Olga de la mina Monte Arsiccio, situada a la localitat de Stazzema, a la província de Lucca (Toscana, Itàlia). Aquest indret és l'únic de tot el planeta on ha estat descrita aquesta espècie mineral.